# Lenguas wiradhúricas
Las lenguas wiradhúricas o centrales (del interior) de Nueva Gales del Sur, son una subfamilia lingüística de las lenguas pama-ñunganas de Australia. La familia consta de tres lenguas diferentes:
- El gamilaraay (noreste)
- Wiradhuri–Ngiyambaa
  - El wiradhuri (sur)
  - El ngiyambaa (ŋiyambā) (oeste)

Todos ellos son lenguas severamente amenazas y en peligro de extinción.
El wiradhuri y el ngiyambaa parecen ser algo más cercanas entre sí con el gamilarray, puesto que muestran algunas características comunes de las que el gamilaraay carece. Estas lenguas son suficientemetne cercanas como para ser aceptadas como familia lingüística en la estricta clasificación de Dixon (2002). Bowern (2011) considera las variedades yuwaaliyaay y yuwaalaraay del gamilarray como lenguas separadas. El bigambal podría haber sido otra, si no fuera porque parece ser parte de las lenguas banjalung (aunque muestra muchos parecidos con las lengua wiradhúricas). El gujambal se citó a veces como una lengua wiradhúrica, aunque es una lengua sobre la que no existe documentación lingüística.

## Comparación léxica
El siguiente cuadro muestra algunos pronombres en lenguas wiradhúricas:
| Wiradhúrico | Wiradhúrico       | Wiradhúrico | No- Wiradhúrico | GLOSA            |
| Wiradhuri   | Ngiyambaa         | Gamilaraay  | Baagandji       |                  |
| ----------- | ----------------- | ----------- | --------------- | ---------------- |
| ngandhi     | ngandi-           | ngaana      | wintyika        | '¿quién?'        |
| minyang     | minja-            | minya       | minha           | '¿qué?'          |
| ngadhu      | ngadhu            | ngaya       | ngathu          | 'yo'             |
| ngali       | ngalii            | ngali       | ngali           | 'nosotros dos'   |
| ngiyanhi    | ngiyanu / ngiyani | ngiyaani    | ngina           | 'nosotros (pl.)' |
| ngindhu     | ngindu            | nginda      | ngintu          | 'tú'             |
| ngindhubula | ngindubula        | ngindaali   | ngupa           | 'vosotros dos'   |
| ngindhugir  | ngindugal         | ngindaay    | ngurta          | 'vosotros (pl.)' |
Los numerales en las diversas lenguas wiradhúricas son:
| GLOSA | Wiradhuri | Ngiyambaa | Wangaaybuwan | Gamilaraay               | PROTO- WIRADHÚRICO |
| ----- | --------- | --------- | ------------ | ------------------------ | ------------------ |
| '1'   | ngumbaay  | maguː     | t̪önönəm      | piːr, pijar biir, biyarr | * t̪un-             |
| '2'   | bula      | bulagar   | pulən̪am      | pulaːr bulaarr           | *pula-garn         |
| '3'   | 2+1       | 2+1       | pulən̪t̪un     | kulipaː gulibaa          | *pula-rn-t̪un       |
| '4'   | 2+2       | 2+2       |              | pulawulaːr bulawulaarr   | *pula-pula-rn      |
| > 4   |           |           |              | mut̪aː muthaa             |                    |